# Clayton Lewis
Clayton Lewis (Wellington, 12 de febrero de 1997) es un futbolista neozelandés que juega como mediocampista en el Macarthur F. C. de la A-League.

## Carrera
En 2013 pasó al primer equipo del Team Wellington, aunque no logró jugar ningún partido. En 2014 firmó con el Wanderers, un elenco compuesto por jugadores elegibles para disputar la Copa Mundial Sub-20 de 2015. En 2015, tras la disolución del club, fue contratado por el Auckland City. Luego de dos temporadas con el club, en las que ganó la Charity Cup y la Liga de Campeones de la OFC en dos ocasiones respectivamente, fue fichado por el Scunthorpe United de la English Football League One inglesa.

### Clubes
| Club                     | País          | Año       | Partidos | Goles |
| ------------------------ | ------------- | --------- | -------- | ----- |
| Team Wellington          | Nueva Zelanda | 2013-2014 | 0        | 0     |
| Wanderers                | Nueva Zelanda | 2014-2015 | 11       | 3     |
| Auckland City F. C.      | Nueva Zelanda | 2015-2017 | 43       | 14    |
| Scunthorpe United F. C.  | Inglaterra    | 2017-2019 | 23       | 1     |
| Auckland City F. C.      | Nueva Zelanda | 2019-2020 | 15       | 2     |
| Wellington Phoenix F. C. | Nueva Zelanda | 2020-2023 |          |       |
| Macarthur F. C.          | Australia     | 2023-     |          |       |

### Selección nacional
En 2015 disputó con los Junior All Whites tres partidos en la Copa Mundial Sub-20 y con los Oly Whites cuatro enfrentamientos en los Juegos del Pacífico. Al año siguiente ganó el Campeonato Sub-20 de la OFC 2016 con la selección neozelandesa y fue parte del plantel que disputó el Mundial de 2017.
Hizo su debut con la selección mayor neozelandesa en un amistoso ante Corea del Sur disputado el 31 de marzo de 2015. Había sido convocado para la Copa de las Naciones de la OFC 2016, pero en un dopaje que se le había realizado en febrero de 2016 detectó altos niveles de salbutamol. Según el jugador, le fue prescrita para tratar el asma. Sin embargo, mientras la investigación tuvo lugar, decidió retirarse de la convocatoria y fue finalmente remplazado por Jeremy Brockie. En 2017 formó parte del plantel que disputó la Copa FIFA Confederaciones, jugando en dos partidos.

#### Partidos y goles internacionales
| Partidos y goles internacionales | Partidos y goles internacionales | Partidos y goles internacionales | Partidos y goles internacionales | Partidos y goles internacionales | Partidos y goles internacionales           | Partidos y goles internacionales |
| #                                | Fecha                            | Estadio                          | Rival                            | Resultado                        | Competición                                | Gol(es)                          |
| -------------------------------- | -------------------------------- | -------------------------------- | -------------------------------- | -------------------------------- | ------------------------------------------ | -------------------------------- |
| 2015                             |                                  |                                  |                                  |                                  |                                            |                                  |
| 1                                | 31 de marzo                      | Estadio Mundialista, Seúl        | Corea del Sur                    | 0 – 1                            | Amistoso                                   |                                  |
| 2                                | 7 de septiembre                  | Estadio Thuwunna, Rangún         | Birmania                         | 1 – 1                            | Amistoso                                   |                                  |
| 3                                | 12 de noviembre                  | Estadio Al-Seeb, Mascate         | Omán                             | 1 – 0                            | Amistoso                                   |                                  |
| 2016                             |                                  |                                  |                                  |                                  |                                            |                                  |
| 4                                | 8 de octubre                     | Nissan Stadium, Nashville        | México                           | 1 – 2                            | Amistoso                                   |                                  |
| 5                                | 11 de octubre                    | RFK Stadium, Washington D. C.    | Estados Unidos                   | 1 – 1                            | Amistoso                                   |                                  |
| 6                                | 12 de noviembre                  | Estadio North Harbour, Auckland  | Nueva Caledonia                  | 2 – 0                            | Clasificación para la Copa Mundial de 2018 |                                  |
| 2017                             |                                  |                                  |                                  |                                  |                                            |                                  |
| 7                                | 25 de marzo                      | Churchill Park, Lautoka          | Fiyi                             | 2 – 0                            | Clasificación para la Copa Mundial de 2018 |                                  |
| 8                                | 28 de marzo                      | Westpac Stadium, Wellington      | Fiyi                             | 2 – 0                            | Clasificación para la Copa Mundial de 2018 |                                  |
| 9                                | 2 de junio                       | Windsor Park, Belfast            | Irlanda del Norte                | 0 – 1                            | Amistoso                                   |                                  |
| 10                               | 21 de junio                      | Estadio Olímpico, Sochi          | México                           | 1 – 2                            | Copa FIFA Confederaciones 2017             |                                  |
| 11                               | 25 de junio                      | Zenit Arena, San Petersburgo     | Portugal                         | 0 – 4                            | Copa FIFA Confederaciones 2017             |                                  |
| 12                               | 11 de noviembre                  | Westpac Stadium, Wellington      | Perú                             | 0 – 0                            | Clasificación para la Copa Mundial de 2018 |                                  |
| 13                               | 15 de noviembre                  | Estadio Nacional, Lima           | Perú                             | 0 – 2                            | Clasificación para la Copa Mundial de 2018 |                                  |
| 2018                             |                                  |                                  |                                  |                                  |                                            |                                  |
| 14                               | 24 de marzo                      | Pinatar Arena, Murcia            | Canadá                           | 0 – 1                            | Amistoso                                   |                                  |
| 15                               | 5 de junio                       | Mumbai Football Arena, Bombay    | China Taipéi                     | 1 – 0                            | Copa Intercontinental 2018                 |                                  |

## Palmarés

### Títulos nacionales
| Título      | Club                | País          | Año  |
| ----------- | ------------------- | ------------- | ---- |
| Charity Cup | Auckland City F. C. | Nueva Zelanda | 2015 |
| Charity Cup | Auckland City F. C. | Nueva Zelanda | 2016 |

### Títulos internacionales
| Título                      | Club (*)             | País          | Año  |
| --------------------------- | -------------------- | ------------- | ---- |
| Liga de Campeones de la OFC | Auckland City F. C.  | Nueva Zelanda | 2016 |
| Campeonato Sub-20 OFC       | Nueva Zelanda sub-20 | Vanuatu       | 2016 |
| Liga de Campeones de la OFC | Auckland City F. C.  | Nueva Zelanda | 2017 |

(*) Incluyendo la selección.